# PM (Band)
PM ist eine englisch-amerikanische Rockband, die von 1979 bis 1980 existierte und deren Schlagzeuger Carl Palmer vorher bei Emerson, Lake & Palmer war.

## Geschichte
Nachdem Emerson, Lake & Palmer 1979 aufgrund von musikalischen Differenzen vor allem zwischen Keyboarder Keith Emerson und Sänger/Bassist Greg Lake auseinandergefallen war, zog sich Carl Palmer nach Teneriffa zurück, wo er sich eine Hazienda baute. Im Sommer reiste er dann nach Los Angeles, um dort Musiker für ein neues Bandprojekt zu suchen. Palmer organisierte ein Vorspielen und suchte sich die Musiker Todd Cochran (von Automatic Man, Keyboards, Gesang) John Nitzinger (Gitarre, Gesang), Erik Scott (Bass, Gesang) und Barry Finnerty (Leadgitarre, Gesang) zusammen. Da Palmer die neue Band ausdrücklich nicht als Solo-Projekt verstanden wissen wollte, nannte er sie PM und hielt die einzelnen Musiker dazu an, Songs für ein erstes Album zu schreiben. Auch stilistisch wollte Palmer in eine völlig andere Richtung als die, die er bei ELP repräsentiert hatte (Jazz-Rock, Fusion und Klassische Musik).
Die Band nahm ihr erstes Album im Dezember 1979 in München auf.

## Album1:PM
1:PM wurde im März 1980 von der deutschen Plattenfirma Ariola veröffentlicht und erschien nur in Europa. Von den zehn Songs auf dem Debüt-Album stammen zwei von Finnerty, drei von Nitzinger und fünf von Cochran, Palmer beteiligte sich nicht am Songwriting. Der Stil des Albums bewegt sich in der Nähe des New Wave und ist vergleichbar mit dem der Bands The Police und The Cars oder dem Joe Jacksons. Im Vergleich zu Emerson, Lake & Palmer hatte Palmer seinen Schlagzeugstil deutlich vereinfacht und in den Dienst der Gruppe gestellt.
Die Songs von 1:PM waren trotz intelligenter Arrangements nicht herausragend, so dass das breite Publikum kaum Notiz von der Platte nahm, und der Unterschied zu ELP zu groß, als dass die Anhänger von Palmers alter Band sich mit dem neuen Material anfreunden konnten. Eine geplante Tournee oder gar ein zweites Album kam nicht zustande und im Winter 1980/1981 löste sich die Band auf.

## Nach der Auflösung
Nach dem Ende von PM arbeitete Palmer eine Zeit lang mit Mike Oldfield zusammen, der ebenfalls auf Teneriffa lebte. Gemeinsam schrieben sie das Stück Mount Teide (über einen Vulkanberg auf Teneriffa), welches auf Oldfields Album Five Miles out zu hören ist.
Seit 1980 gab es daneben, vermittelt von verschiedenen Managern und Plattenfirmen, mehrere Anläufe zur Gründung einer Supergroup, meist um den Gitarristen und Sänger Trevor Rabin. Ein mögliches Lineup, das jedoch nicht zustande kam, beinhaltete neben Rabin den ehemaligen Yes-Keyboarder Rick Wakeman, das ehemalige King-Crimson-, Uriah-Heep- und UK-Mitglied John Wetton sowie Carl Palmer. Wetton tat sich dann jedoch auf Anregung des ehemaligen Yes-Managers Brian Lane mit dem Gitarristen Steve Howe zusammen, der gerade sein Engagement bei Yes beendet hatte. Lane brachte daraufhin ein Team um Wetton und Howe zusammen, das aus David Geffen (dem späteren Mitbegründer der Dreamworks-Filmstudios, der eben sein eigenes Plattenlabel Geffen Records gegründet hatte), Geffens A&R-Mann John Kalodner und dem Queen-Produzenten Mike Stone bestand. Gemeinsam suchten sie nach weiteren Musikern, um eine neue Band ins Leben zu rufen. Carl Palmer und der ehemalige Buggles- und Yes-Keyboarder Geoffrey Downes komplettierten das Quartett, das sich daraufhin Asia nannte.

## Bandname
Der Name der Band, "PM", steht für post meridiem (lateinisch für 'Nachmittag'), der Zeit zwischen 12:00 und 23:59 Uhr. Die Abkürzung wird im englischsprachigen Raum (auch als "pm" oder "p. m.") Uhrzeitangaben nachgestellt (Beispiel: "13:00 Uhr" schreibt man: "1:00 pm"). Das erste Album der Band hieß 1:PM, ein zweites hätte demnach womöglich 2:PM geheißen.

## Diskografie
- 1:PM (Ariola, 1980)